# Grieben (Löwenberger Land)
Grieben è una frazione (Ortsteil) del comune tedesco di Löwenberger Land, nel Land del Brandeburgo.

## Storia
Il piccolo centro abitato di Grieben, fondato probabilmente intorno al 1200, venne citato per la prima volta in un documento scritto nel 1256 con il nome di «Eggehardus Griebene».